# Светлый путь Касым-хана
Све́тлый пу́ть Касы́м-ха́на (каз. Қасым ханның қасқа жолы) — свод законов адата, принятый в Казахском ханстве в период правления хана Касыма. Также упоминается как проторённый, праведный, чистый путь Касым-хана.

## История
В основу свода Касыма легли прежние традиционные нормы права, распространенные в кочевом обществе в древности и средневековье. Наиболее известным предшественником «Светлого пути» являлась «Яса» Чингисхана,  введённая в Монгольской империи в начале XIII века.
Ханы Казахского ханства не только руководствовались обычным правом, но и стремились систематизировать и кодифицировать их в виде отдельного свода законов и иных документов, ставших памятниками права. Усиление Казахского ханства в период правления Касыма способствовало упорядочению правовых норм жизни. Под руководством Касыма лучшие знатоки степного права обновили и систематизировали прежние достижения и составили новый свод законов.

## Содержание
В основу закона легли традиционные казахские обычаи и обычное казахское право. «Светлый путь» содержал в себе 5 положений:
- Имущественный закон (каз. Мүлік заңы). Положения о решении споров о земле, скоте и имуществе.
- Уголовный закон (каз. Қылмыс заңы). Положения о наказании за различные виды уголовных преступлений.
- Военный закон (каз. Әскери заң). Положения о повинности населения по содержанию армии в военное время, воинская обязанность, формирование подразделений, распределение военной добычи.
- Посольский обычай (каз. Елшілік жорасы). Положения о вопросах международного права, посольского этикета (вопросы этики, красноречия, вежливость).
- Общественный закон (каз. Жұртшылық заңы). Положения о обязательствах общинной и межобщинной взаимопомощи, а также правилам устройства мероприятий и дворцовому этикету (раздача материальной помощи нуждающимся, проведение пиршеств, праздников, массовых мероприятий, правила поведения их распорядителей).

## Другие своды законов

### Есим-хан
Дальнейшее развитие казахского государства потребовало новых правовых реформ, которые в начале XVII века провёл Есим-хан. Новый свод законов сохранился в памяти народа как «Древний путь Есим-хана» (каз. Есім ханның ескі жолы). Также упоминается как старый и исконный.
Формально это было дополнением к старым законам. В правовом акте определялись полномочия хана, султанов, биев и батыров, а также их взаимные обязанности и права. Новые законы предусматривали разбор уголовных дел, материальные иски и положение женщин в обществе. «Древний путь» получил широкое признание в обществе, где нормы адата и шариата были оптимально сближены и обеспечивали надлежащее урегулирование общественных отношений кочевников-скотоводов. Юридическое закрепление в научной литературе именуется как «бийская революция», согласно которой хан, ограничив права аристократии, опирался на биев..
Высшей представительно-законодательной властью продолжал оставаться Маслихат (каз. Мәслихат), в состав которого входили все представители, предводители казахских общин и влиятельные султаны. На каждое заседание Маслихата собиралось огромное количество народа. Собрание проводилось раз в год. Полномочия хана в результате реформ начала XVII века были существенно ограничены.

### Тауке-хан
В конце XVII века в Казахском ханстве при хане Тауке снова были проведены реформы. Новый свод законов сохранился в памяти народа как «Семь положений» (каз. Жеті жарғы). Также упоминается как «Семь установлений». Законы ханов Касыма и Есима были дополнены двумя главами. Хан разработал этот свод вместе с биями Толе, Казыбеком, Айтеке, Едыге, Тайгельтыром, Байдалы, Кокымом и Сасыком.
Судебная власть была в руках биев. Особо сложные дела рассматривались съездом биев. В разбирательстве некоторых дел принимали участие султаны и хан. За разбор дел они получали вознаграждение, а также различные подарки.
Новый свод законов значительно ослабил распри между родами, усилил ханскую власть. Согласно нормам «Семи положений», хан признан единственным верховным властителем всех родов, всех земель Казахского ханства; его решения являлись окончательными. Во внешнеполитической сфере он был вправе объявлять войну и заключать мир, он являлся верховным главнокомандующим войсками; он имел право на ведение переговоров с другими государствами. В юридической сфере монарх имел право выносить смертные приговоры, исполнять функции верховного судьи, утверждать законы и выносить обязательные для всех приказания и распоряжения. Всем главам родов и племен вменялось в обязанность ежегодно являться на Курылтай. Явившиеся без оружия на собрание к участию в его работе не допускались, только вооруженные мужчины могли быть допущены на собрание: пришедшие безоружными лишались права голоса. Эти нормы государственного права были закреплены в «Семи Положениях».

### Комментарии
1. ↑  Ада́т — обычное право в традиционном обществе казахов